# Michelle Guerette
Michelle Guerette (Bristol, 6 de octubre de 1980) es una deportista estadounidense que compitió en remo.
Participó en dos Juegos Olímpicos de Verano, obteniendo una medalla de plata en Pekín 2008, en la prueba de scull individual, y el quinto lugar en Atenas 2004, en el cuatro scull.
Ganó dos medallas de bronce en el Campeonato Mundial de Remo, en los años 2005 y 2007.

## Palmarés internacional
| Juegos Olímpicos   | Juegos Olímpicos  | Juegos Olímpicos  | Juegos Olímpicos |
| Año                | Lugar             | Medalla           | Prueba           |
| ------------------ | ----------------- | ----------------- | ---------------- |
| 2008               | Pekín (China)     | Medalla de plata  | Scull individual |
| Campeonato Mundial |                   |                   |                  |
| Año                | Lugar             | Medalla           | Prueba           |
| 2005               | Kaizu (Japón)     | Medalla de bronce | Scull individual |
| 2007               | Múnich (Alemania) | Medalla de bronce | Scull individual |